# Giovanni Luigi Malvezzi de' Medici
Giovanni Luigi Malvezzi de' Medici (Bologna, 10 settembre 1819 – Ozzano dell'Emilia, 3 ottobre 1892) è stato un politico, patriota e letterato italiano.

## Biografia
Nacque il 10 settembre 1819 da un'illustre famiglia bolognese, figlio del conte Francesco e della contessa Teresa Malvezzi Carniani.
Sposò donna Barbara Pio di Savoia Scapinelli, nata in Modena l'8 ottobre 1823; rimasto vedovo il 29 febbraio 1848, si risposò il 20 settembre 1849 con Augusta Tanari, nata il 2 aprile 1831 e morta il 27 marzo 1886. Dalla seconda moglie ebbe cinque figli, tra cui il senatore Nerio.
Morì nella sua villa di Ozzano dell'Emilia il 3 ottobre 1892.

## Vita politica
Durante la sua giovinezza fu perseguitato dalle autorità pontificie per le sue idee politiche liberali. Partecipò ai moti del 1848 contribuendo anche finanziariamente, e nel 1849 fu nominato Capo di Stato Maggiore della Guardia Civica di Bologna. Nel 1859 ebbe una parte militare di primo piano nei moti che cacciarono gli Austriaci da Bologna; fu tra le personalità bolognesi che trattarono la resa delle truppe austriache (18 aprile 1859), e fece inserire tra le condizioni anche quella che agli ufficiali fosse lasciata la spada. Il 12 giugno, dopo la partenza del legato pontificio, fu nominato membro della giunta provvisoria di governo dove rappresentò gli interessi moderati e liberali di Marco Minghetti, che appoggiò il referendum per l'unione di Bologna agli stati dei Savoia. Ottenuta una schiacciante maggioranza per l'unione, la giunta rimise ogni potere nelle mani del commissario Massimo d'Azeglio.
Giovanni Malvezzi fu poi presidente della commissione municipale di Bologna e consigliere di Stato nel Governo delle Romagne, dove fu eletto deputato. Il 3 settembre 1859 fu eletto Maggiore Generale Comandante della Guardia Nazionale di Bologna. Il 18 marzo 1860 Bologna e le province di Romagna furono annesse al Regno di Sardegna, e in tale data Vittorio Emanuele II nominò senatore del Regno il Malvezzi, che però non presenziò quasi mai alle sedute del Senato. Fu assessore facente funzioni di sindaco di Bologna (1872), poi consigliere comunale e consigliere provinciale. Si mantenne in stretti contatti con Marco Minghetti, di cui rappresentò il partito in città.
Fu anche presidente di diverse istituzioni culturali e benefiche bolognesi: l'Istituto di Belle Arti, la Congregazione di Beneficenza e il Ricovero di Mendicità. Dopo la sua morte fu commemorato in Senato dal Presidente del Senato Luigi Carlo Farini, e per sottoscrizione pubblica gli fu fatto un busto marmoreo conservato nel Palazzo comunale di Bologna.

## Titoli e onorificenze
- Patrizio di Bologna

Stemma della famiglia Malvezzi

- La Consulta araldica gli riconobbe il titolo di conte, che la sua famiglia usava da molte generazioni, anche a livello ufficiale.
- Nel 1891 ottenne il titolo onorifico di marchese di Castel Guelfo, già appartenuto a un altro ramo della sua famiglia.
- Patrizio della Repubblica di San Marino

## Committenze artistiche
Nel 1852 iniziò il rifacimento dell'appartamento nobile del suo palazzo di Bologna, oggi sede della provincia. In particolare fece affrescare diversi soffitti da Francesco Cocchi e Andrea Pesci e lo sfondato prospettico della sala del Consiglio da Onorato Zanotti. Nella sala rosa, Girolamo Dal Pane affrescò i maggiori poeti dell'antichità e una scena dal Decameron, mentre la Sala Rossa è decorata da una Danza delle Ore, nonché da fastosi lampadari di Murano.